# Calospila antonii
Espèce
Calospila antonii est un insecte lépidoptère appartenant à la famille  des Riodinidae et au genre Calospila.

## Dénomination
Calospila antoniin a été décrit par Christian Brévignon en 1995 .

## Écologie et distribution
Calospila antonii n'est présent qu'en Guyane.

### Biotope
Il réside dans la forêt tropicale.

### Protection
Pas de statut de protection particulier.